# Aleksander Zawisza
Aleksander Zawisza (né le 12 décembre 1896 à Panevėžys mort le 28 mars 1977 à Londres) est un diplomate et un homme d'État polonais. Il est Premier ministre du Gouvernement polonais en exil de 1965 à 1970.

## Biographie
Il fait des études de droit à l'Université de Vilnius. En 1916 il suit l'instruction de l'école d'artillerie à Petrograd puis sert dans le Deuxième corps polonais en 1917-1918. Il combat dans les rangs de la 5e division d'infanterie au cours de la Guerre soviéto-polonaise. Il entre au service diplomatique en 1922 et de 1935 à 1940 il occupe le poste de conseiller d'ambassade à Rome puis est chargé d'affaires auprès du gouvernement provisoire tchécoslovaque en exil à Londres. En 1955 il est nommé ministre des affaires étrangères du gouvernement polonais en exil. Il est nommé Premier ministre par le président August Zaleski le 25 juin 1965.